# Dick Emery
Pour les articles homonymes, voir Emery.
Dick Emery, né le 19 février 1915 à Bloomsbury (Royaume-Uni) et mort le 2 janvier 1983 à Londres (Royaume-Uni), est un acteur britannique.

## Filmographie
- 1956 : The Case of the Mukkinese Battle Horn : Mr. Nodule
- 1958 : Educating Archie (série télévisée) : Mr. Monty (1958-59)
- 1959 : Follow a Star : Inebriated Party Guest
- 1959 : After Hours (série télévisée) : Various (1958-1959)
- 1960 : A Taste of Money (en) : Morrissey
- 1960 : Light Up the Sky! : Harry
- 1960 : It's a Square World (série télévisée) : Various Characters
- 1957 : The Army Game (série télévisée) : Pvt. 'Chubby' Catchpole (1960-1961)
- 1962 : Ah ! Quel châssis ! (The Fast Lady) : Shingler
- 1962 : The Reunion (TV) : Arthur Clench
- 1962 : Mrs. Gibbons' Boys : Woodrow
- 1962 : Crooks Anonymous : Reginald Cundell
- 1963 : The Dick Emery Show (série télévisée) : Various Characters
- 1963 : Jules de Londres (The Wrong Arm of the Law) : Man in Apartment
- 1963 : Juke-Box 65 (Just for Fun) : Jury Member
- 1964 : Room at the Bottom (série télévisée) : Mr. Hughes
- 1965 : The Big Job : Frederick 'Booky' Binns
- 1967 : River Rivals
- 1968 : Baby Love : Harry Pearson
- 1968 : Yellow Submarine : Jeremy Hilary Boob, Ph.D - Nowhere Man / Lord Mayor / Max (voix)
- 1969 : The Making of Peregrine (TV) : Stanley Mold
- 1970 : Loot : Mr. Bateman
- 1972 : Ooh, You Are Awful : Charlie Tully
- 1976 : Find the Lady : Leo
- 1979 : The Dick Emery Comedy Hour (TV) : Various Characters
- 1980 : The Dick Emery Christmas Show: For Whom the Jingle Bells Toll (TV) : Various characters
- 1982 : Emery Presents: Legacy of Murder (série télévisée) : Bernie Weinstock
- 1983 : Jack of Diamonds (série télévisée) : Bernie Weinstock / Various Guises